# Zygophyllum gobicum
Zygophyllum gobicum är en pockenholtsväxtart som beskrevs av Carl Maximowicz. Zygophyllum gobicum ingår i släktet Zygophyllum och familjen pockenholtsväxter. Inga underarter finns listade i Catalogue of Life.